# Миноносцы типа S-114
Миноносцы типа S-114 — тип миноносцев (по официальной классификации германского флота — миноносцев для открытого моря), состоявший на вооружении Военно-морского флота Германии в начале XX века и в период Первой мировой войны. Всего было построено 6 миноносцев этого типа — S-114 — S-119 (все по программе 1902 года). 27 сентября 1914 года миноносец S-114 был переоборудован в тральщик T-114. Пять из шести миноносцев (все кроме T-114) погибли в период Первой мировой войны.

## Энергетическая установка
На кораблях типа в качестве ГЭУ были установлены две трёхцилиндровые паровые машины (тройного расширения) общей мощностью 5900 л. с. и 3 котла Торникрофта с давлением 15,5 атмосфер. Максимальные запасы топлива на миноносцах типа составляли 102 тонны угля. В 1913 году котлы заменены на котлы военно-морского типа.

## Вооружение
Миноносцы вооружались тремя 50-мм орудиями. Торпедное вооружение миноносцев состояло из 3х1 450-мм торпедных аппаратов.